# King Charles
Charles Costa, conocido como King Charles, (Londres) es un cantante y compositor británico. 

## Biografía
Charles toca la guitarra, el piano y el violonchelo, es también un cantante de formación clásica que comenzó actuar de niño en el coro de la escuela. Empezó a escribir canciones a la edad de 17 años y en 2009 ganó la International Songwriting Competition por unanimidad de votos.
Charles estudió en St Paul's School y más tarde se matriculó en la Universidad de Durham para hacer sociología. Regresó a Londres en 2007 donde formó la banda Adventure Playground, adoptando en pseudónimo de King Charles. Con esta banda salió de gira junto a Laura Marling y Noah and the Whale, antes de disolverla en 2008. También acompañó a Mumford and Sons en su gira por Estados Unidos y Reino Unido.
En 2009 fue el primer británico en ganar la Competición Internacional de Composición de Nashville con la canción "Love Lust". El jurado estuvo compuesto por Tom Waits, Jeff Beck, Loretta Lynn y Jerry Lee Lewis. Tras recibir este galardón, King Charles, firmó contrato con Universal Republic/Island.
Tras firmar un contrato global con Universal Republic, a través de su sello independiente en Reino Unido, Mi7 Records, King Charles grabó su álbum debut, Loveblood, en Hollywood (California), que fue publicado el 8 de mayo de 2012.

## Discografía

### Álbumes de estudio
| Título            | Detalles                                                                                   | Posiciones en listas | Posiciones en listas | Posiciones en listas |
| Título            | Detalles                                                                                   | UK                   | FRA                  | SCO                  |
| ----------------- | ------------------------------------------------------------------------------------------ | -------------------- | -------------------- | -------------------- |
| LoveBlood         | - Publicado: 7 de mayo de 2012 - Sello: Island - Formato: CD, Digital download             | 36                   | 168                  | 78                   |
| Gamble for a Rose | - Publicado: 22 de enero de 2016 - Sello: Buffalo Gang - Formato: CD, Digital download, LP | —                    | —                    | —                    |

### Sencillos
| Título                         | Año  | Posición en listas | Posición en listas | Álbum             |
| Título                         | Año  | UK                 | BEL                | Álbum             |
| ------------------------------ | ---- | ------------------ | ------------------ | ----------------- |
| "Bam Bam"                      | 2011 | —                  | —                  | LoveBlood         |
| "Love Lust"                    | 2011 | —                  | —                  | LoveBlood         |
| "Ivory Road"                   | 2011 | —                  | —                  | LoveBlood         |
| "Mississippi Isabel"           | 2012 | —                  | 84                 | LoveBlood         |
| "Loose Change for the Boatman" | 2015 | —                  | —                  | Gamble for a Rose |
| "Gamble for a Rose"            | 2015 | —                  | —                  | Gamble for a Rose |